# Knysna
Pour les articles homonymes, voir Knysna (homonymie).
Knysna (dérivé du mot Khoi Xthuys Xna signifiant « endroit où est situé le bois », et prononcé /ˈnaɪznə/) est une ville de la province du Cap-Occidental en Afrique du Sud, et le siège d'une municipalité homonyme. La ville fut fondée en 1804 sur le fleuve du même nom.

## Histoire

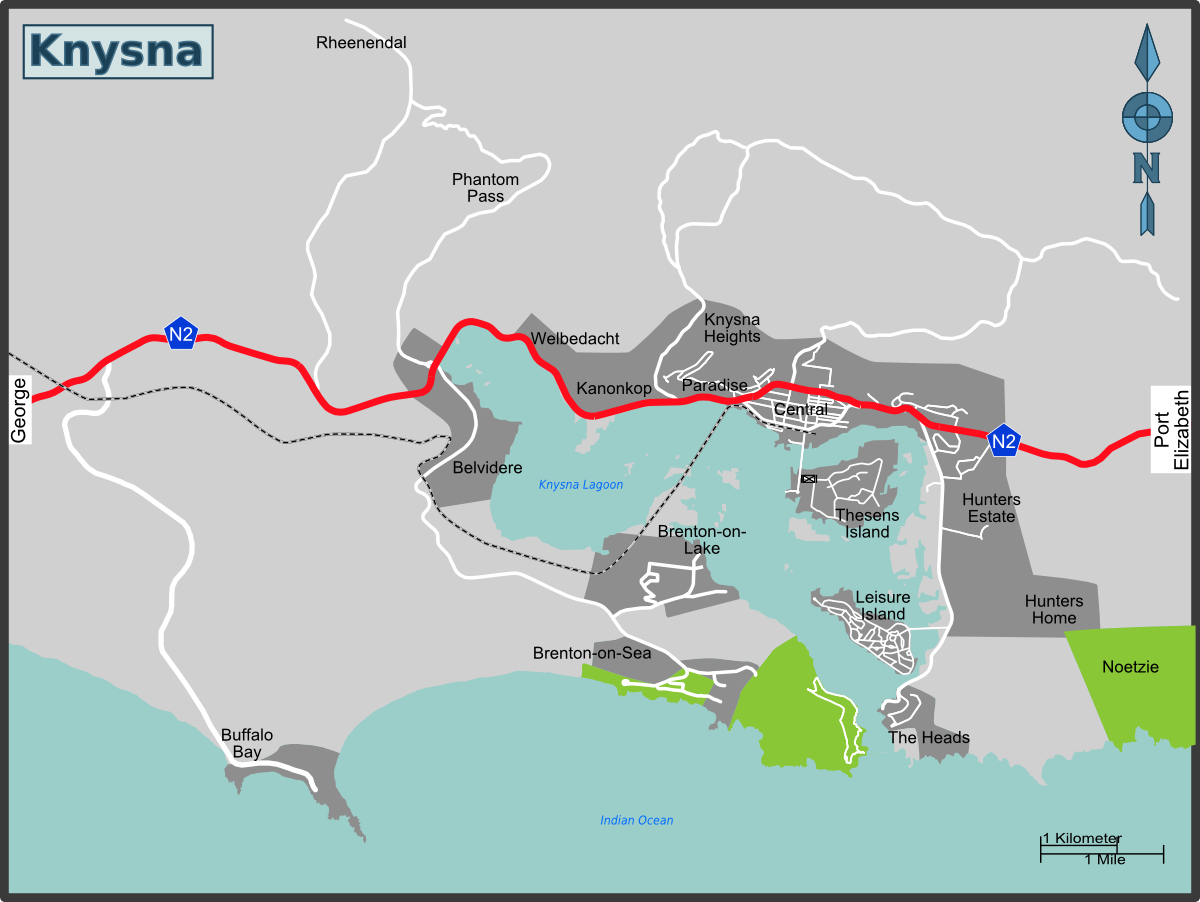
Carte de Knysna

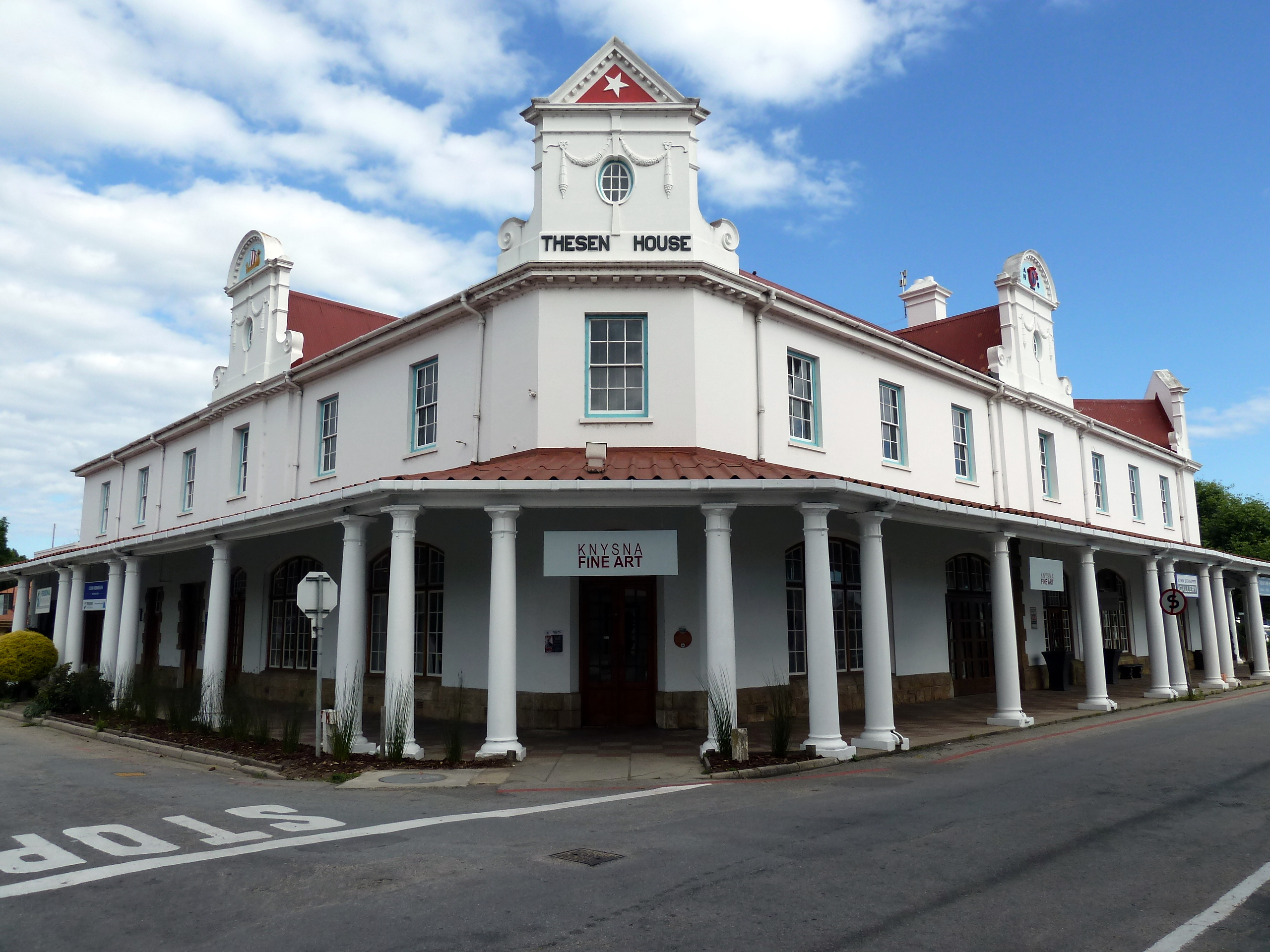
Thesen House à Knysna.

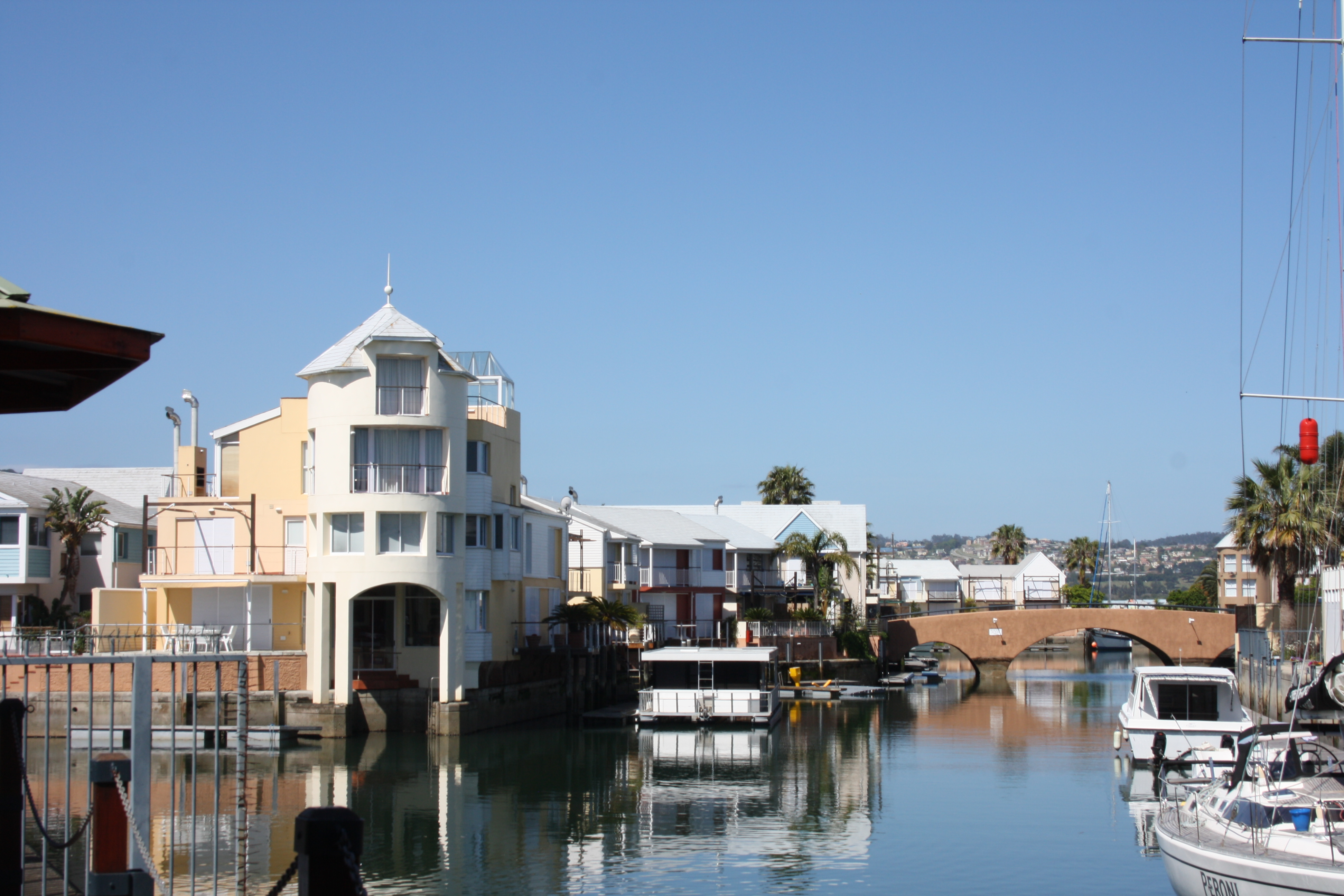
Marina de Knysna.

La région de Knysna fut à l'origine peuplée par des Khoi avant d'être explorée par les premiers Européens vers 1760.
Knysna doit son existence à un certain George Rex que la rumeur présente depuis des générations comme un fils illégitime du roi anglais George III.
George Rex était arrivé dans la colonie du Cap en 1797. Il y avait entamé une liaison avec une esclave qu'il fit affranchir. En 1803, George Rex quitta Le Cap pour s'installer avec ses enfants et son entourage proche à Melkhoutkraal, une ferme  située dans la lagune de l'actuelle Knysna. Difficile d'accès par la terre, il avait fait rapidement construire un quai de chargement et de déchargement  sur l'embouchure du fleuve Knysna, constituée d'une baie naturelle peu profonde, mais étendue (18 km2) et protégée de l'océan Indien par un passage étroit appelé the Heads. En 1817, le site d'accès difficile était suffisamment aménagé pour pouvoir accueillir des navires commerciaux. L'Emu de 1813 premier navire à passer les Heads heurte un rocher, désormais connus sous le nom d'Emu Rock et coule le 11 février 1817. Le port de commerce qui se développe au fil des années va essentiellement servir au commerce du bois dont la région est bien pourvue, notamment en essences de valeur; Real Yellowwood (Podocarpus latifolius), Stinkwood (Ocotea bullata), et black ironwood (Olea capensis), blackwood (Dalbergia melanoxylon).
En 1820, Rex céda une partie de ses terres à l'amirauté britannique pour qu'elle puisse construire un port militaire. Le projet n'aboutit cependant pas. À la place, deux villages émergèrent, Mellville et Newhaven, qui totalisaient à eux deux une trentaine de résidences en 1858. En 1881, les villages de Mellville et Newhaven s'amalgamèrent avec le village voisin de Eastford pour former une municipalité autonome qui prend le nom de Knysna, nom désignant alors une des localités établies depuis 1825 pour exploiter les forêts environnantes. Quant à George Rex, il mourut en 1839 après avoir consacré 35 ans de sa vie au développement de Knysna. En 1954, le port cessa son activité commerciale. Seul subsiste de nos jours un petit port de plaisance.
Une famille norvégienne s'implante à Knysna fin XIXe siècle et fonde la Thesen & Co. spécialisée dans différents domaines dont celui de l'exploitation locale du bois. Précédemment « Paarden Island », l'île de Thesen, à côté de Knysna, rachetée par la famille Thesen, porte désormais leur nom. Encore aujourd'hui le nom de Thesen est associé à l'exploitation régionale du bois,.

## Géographie
Knysna se trouve sur le 34° parallèle sud. Coincée entre les monts Outeniqua et les rivages escarpés de l’océan Indien, la lagune de Knysna est située à environ 500 km à l'est de la ville du Cap (à 60 km à l'est de George et à 25 km à l'ouest de la cité balnéaire de Plettenberg Bay). Elle se trouve au cœur de la Route des Jardins (Garden Route) qui, à certains égards, peut rappeler la Côte d'Azur française.

## Démographie
La ville de Knysna compte environ 37 000 habitants, largement dispersés autour du centre-ville dans les collines et sur les côtes environnantes, pour une municipalité de 51 000 résidents. Comme dans beaucoup de villes sud-africaines, une large partie de la population noire habite dans des townships assez éloignés du centre. La ville compte 40 % de Métis, 32 % de Noirs et 24 % de Blancs. Le chômage touche 40 % de la population métisse et 59 % de la population noire.

## Climat
Le climat de Knysna est doux en hiver et assez chaud mais plutôt sec en été. La région est couverte de forêts et de prairies grâce à une pluviométrie abondante.

## Activités

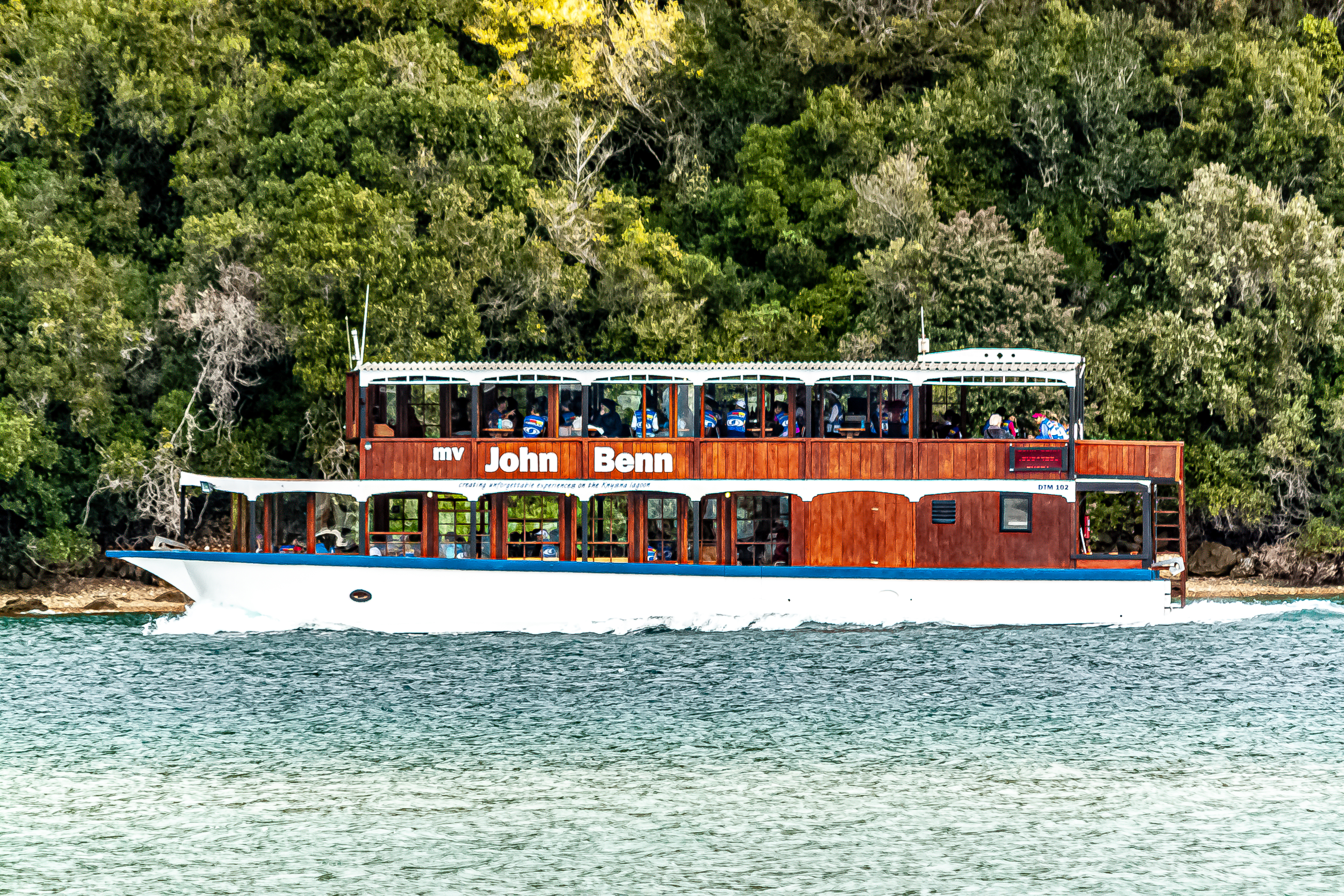
Promenade en bateau.

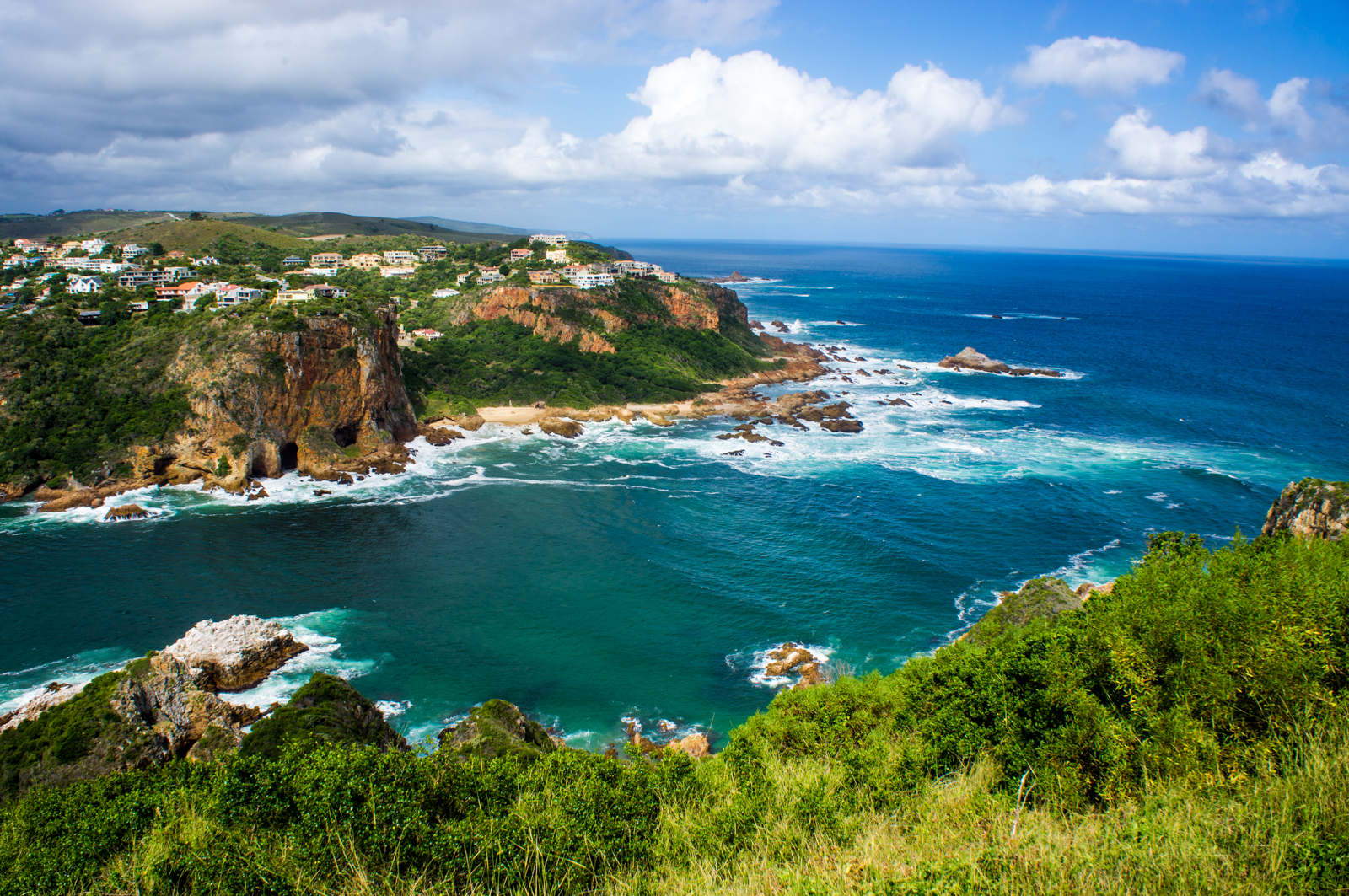
La dangereuse passe de Knysna, séparant le lagon de l'océan Indien

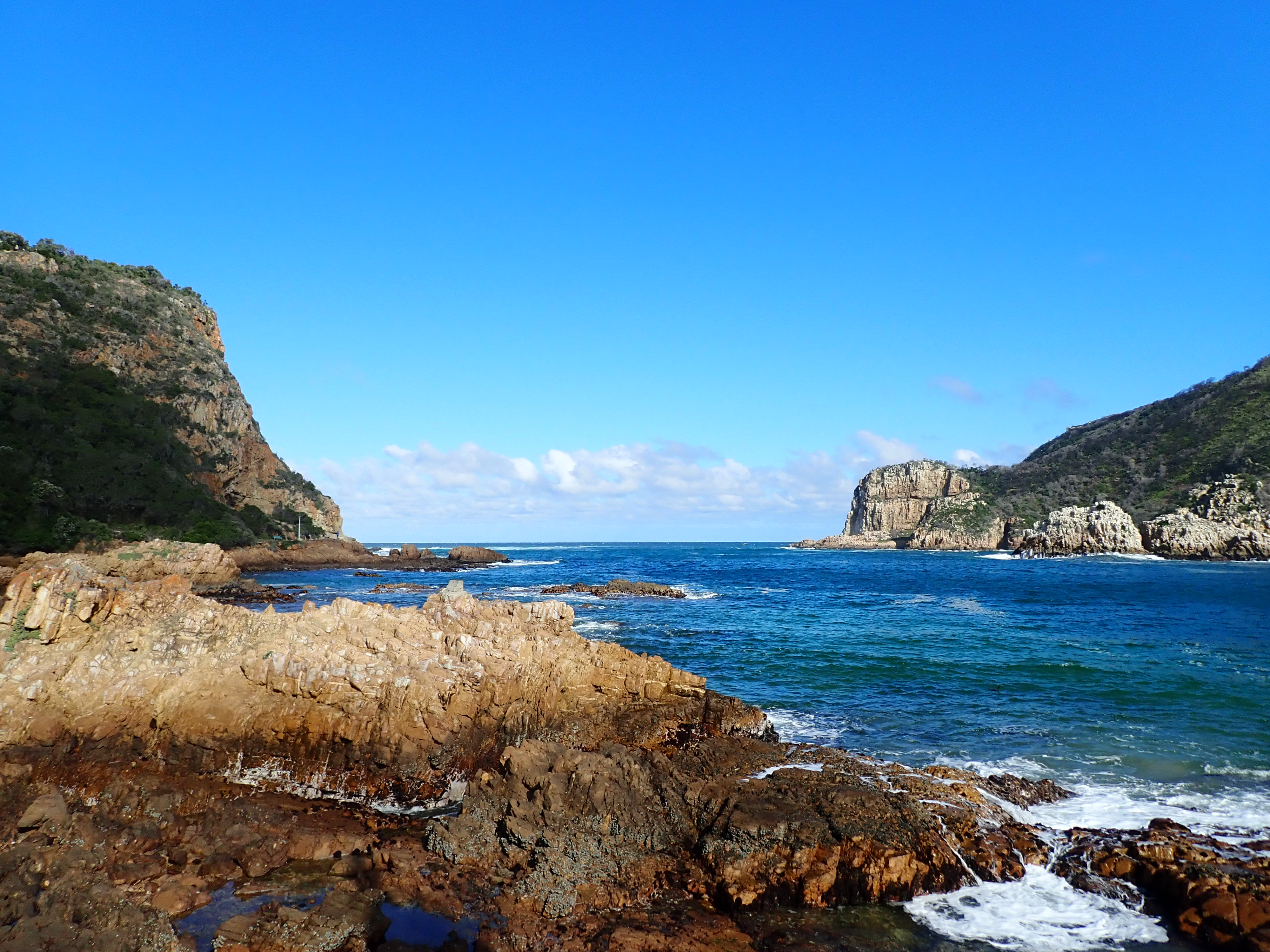
Embouchure de la passe de Knysna

Knysna est une ville qui vit essentiellement du tourisme national et international même si on y trouve quelques petites entreprises souvent liées à la transformation du bois et de nombreux artistes peintres. La ville est notamment le lieu d'embarquement pour les promenades en mer pour approcher les baleines et le point de départ de balades en montagne dans la forêt primaire qui entoure la lagune.
L'arrière-pays est, sur une vingtaine de kilomètres, constitué de grandes collines ou petites montagnes largement couvertes (80 000 ha) de forêts primaires, mais aussi de forêts plantées pour l'exploitation du bois (notamment pins et eucalyptus). Ces forêts ont inspiré notamment la romancière Dalene Matthee. La flore de la région est riche et variée et justifie le nom de Garden Route donnée à la frange côtière. La faune consiste en singes (babouins et vervets), cerfs de petite taille, serpents généralement venimeux, oiseaux au plumage chatoyant et, parait-il, quelques léopards et 1 ou 2 éléphants de Knysna dont la taille réduite était adaptée à la vie en forêt ou dans le bush : au XIXe siècle, on en comptait encore plusieurs centaines.
Les plages les plus proches de Knysna sont situées à Brenton-on-Sea et Noetzie.

## Desserte
Pour accéder à Knysna, on peut, soit emprunter la RN2 qui part du Cap et longe la côte de l'océan Indien jusqu'à Durban et dont une partie constitue la Route des Jardins, soit atterrir à l'aéroport de George en venant du Cap ou de Johannesburg.
La passe de Knysna, donnant accès à la baie, est connue pour être l'une des plus dangereuses du monde.